# Halichoeres binotopsis
Halichoeres binotopsis är en fiskart som först beskrevs av Bleeker, 1849.  Halichoeres binotopsis ingår i släktet Halichoeres och familjen läppfiskar. IUCN kategoriserar arten globalt som livskraftig. Inga underarter finns listade i Catalogue of Life.